# Фаршировані баклажани

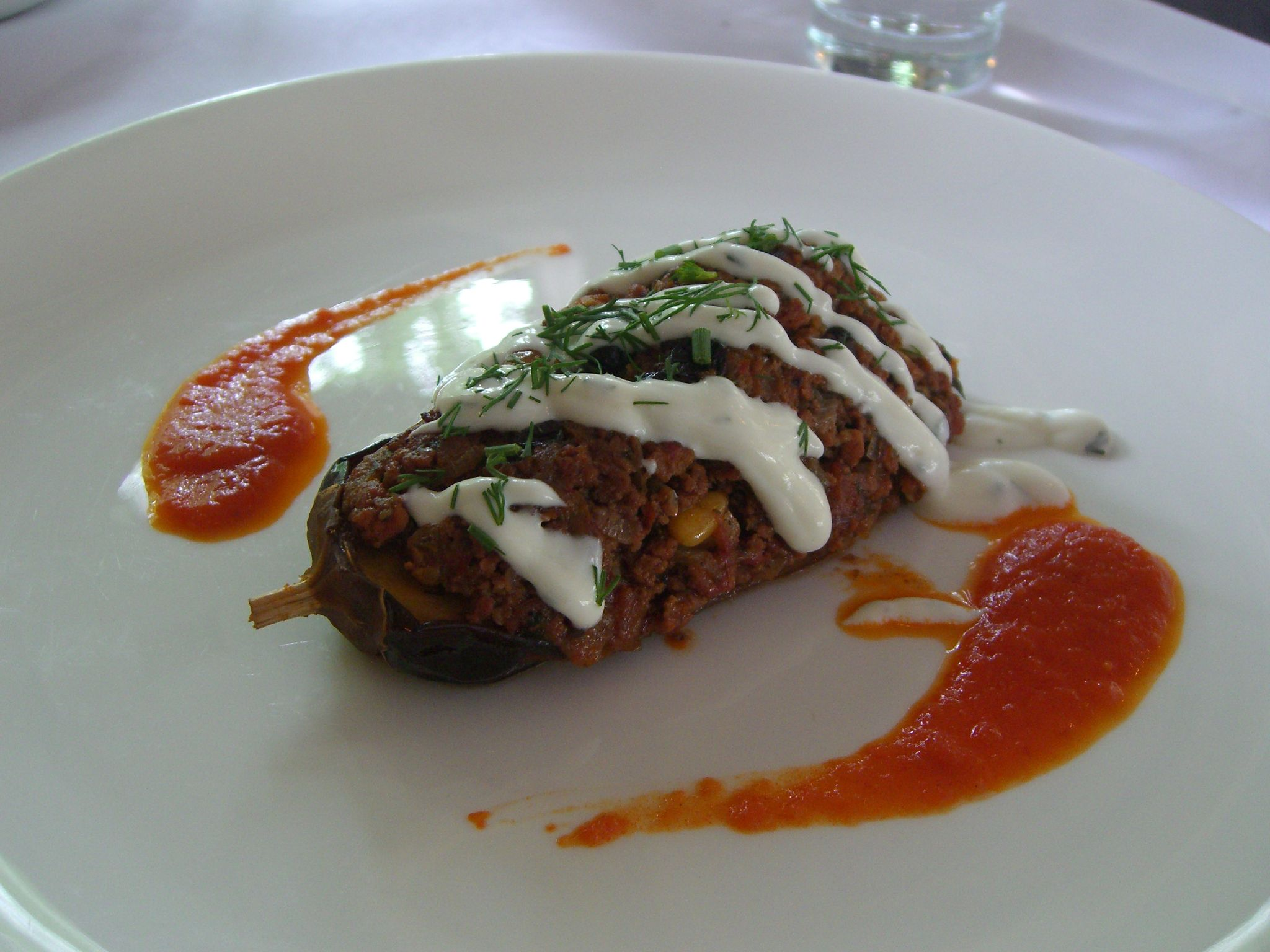
Баклажани, начинені фаршем з баранини

Начинені баклажани — популярна страва в різних кухнях світу, яка готується відповідно до місцевих традицій. Для начинення баклажанів внутрішній м'якуш плоду віддаляють і він начиняється будь-яким наповнювачем з інших продуктів. Використовуються різні начинки: м'ясні, грибні, круп'яні, овочеві. Начиняти баклажани можна повністю, коли видаляється весь м'якуш плоду, або частково. Частковим фаршируванням може вважатися внесення невеликої кількості начинки з часнику і селери в неглибокий розріз баклажанів, призначених для соління. Начинені баклажани доводять до готовності на сковороді або в духовій шафі. Перед подачею на стіл поливають олією, сметаною або соусом (молочним, сметанним або томатним).

## Начинені баклажани в різних країнах

### Вірменія
Баклажани у вірменській кухні начиняють горохом і сиром або поєднують їх з гарбузом і стручковою квасолею в пропорції 2:1:1. В якості підливи до всіх страв з баклажанів, а токож більшості овочевих страв слугує мацун з товченим часником.

### Туреччина
В Туреччині баклажани зазвичай начиняють овочами, рисом або родзинками, але ніколи не начиняють м'ясом.
Турецька страва з фаршированих баклажанів називається імам-баялди.

### Індія
В Індії баклажани начиняють сумішшю арахісу, кунжуту, кінзи, часнику і спецій.

### Грузія
У грузинській кухні дуже популярні баклажани, начинені приправою з волоських горіхів сацебелі.